# Oostelijke gestreepte prinia
De oostelijke gestreepte prinia (Prinia lepida) is een zangvogel uit de familie Cisticolidae. Volgens een in 2021 verschenen onderzoek is de soort afgesplitst van de westelijke gestreepte prinia op basis van morfologie, zang en mitochondriaal DNA. Het taxon was als soort al in 1844 geldig beschreven door Edward Blyth. 

## Verspreiding en leefgebied
De oostelijke gestreepte prinia komt voor in een groot gebied in het Arabisch Schiereiland, Turkije en Zuid-Azië. Het is een vogel van struikgewas in droge gebieden, maar ook in de buurt van waterlopen in riet en in agrarisch gebied.
Er zijn vier ondersoorten:
- P. l. akyildizi: zuidelijk Turkije en noordelijk Syrië,
- P. l. carpenteri: noordelijk Oman en de Verenigde Arabische Emiraten,
- P. l. lepida: oostelijk Syrië, Irak en Iran, zuidelijk Afghanistan tot noordelijk India,
- P. l. stevensi: zuidoostelijk Nepal, noordoostelijk India en Bangladesh.

## Status
De oostelijke gestreepte prinia wordt door BirdLife International nog beschouwd als een ondersoort van de westelijke soort en staat daardoor als niet bedreigd op de Rode Lijst van de IUCN.